# Mühlberg (Brandenburg)
Mühlberg is een gemeente in het zuidwesten van de Duitse deelstaat Brandenburg, en maakt deel uit van het Landkreis Elbe-Elster.
Mühlberg telt 3.630 inwoners.

## Geschiedenis

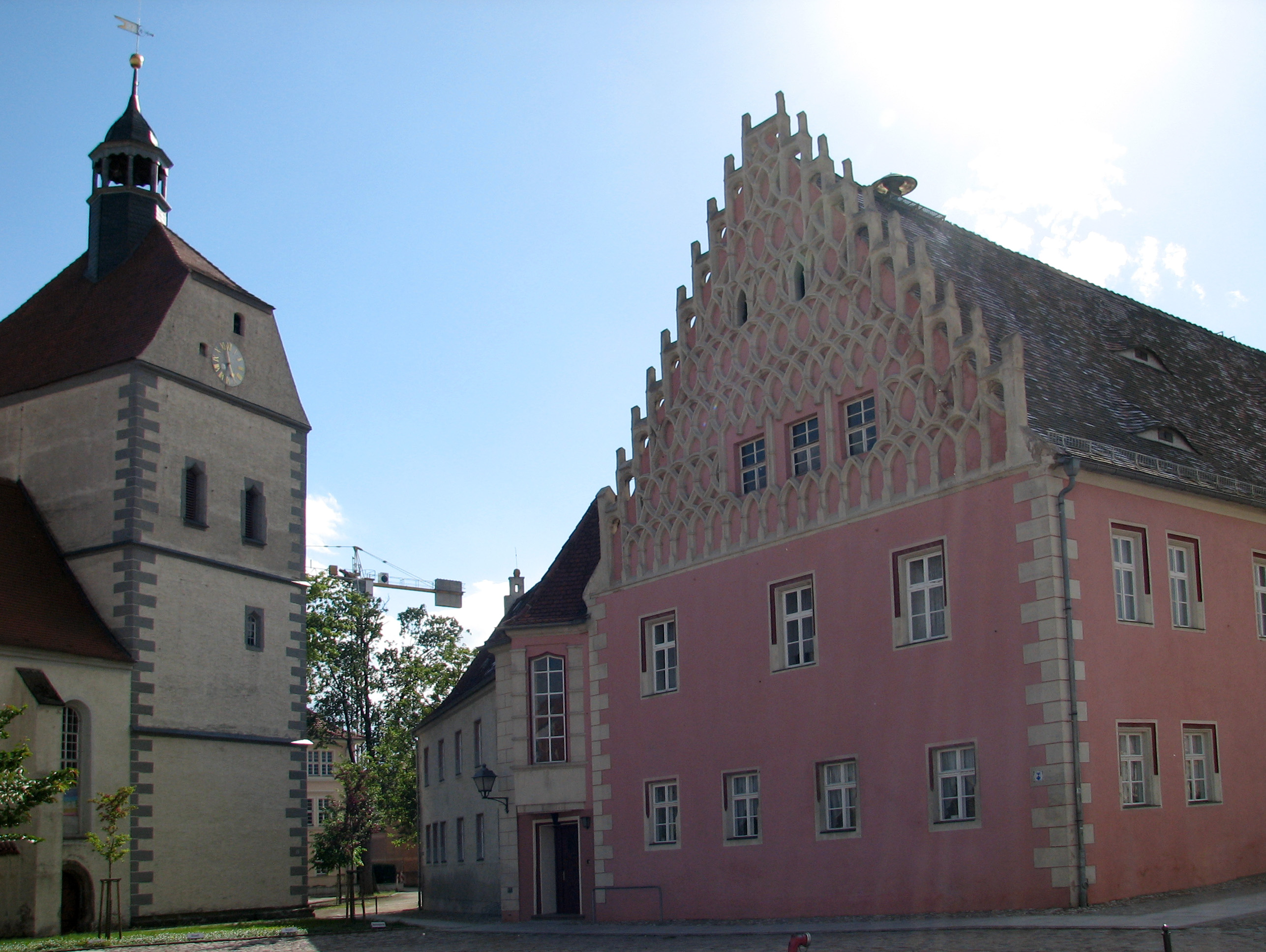
Kerk en stadhuis

De eerste gedocumenteerde nederzetting was op een zandeiland in de rivier de Elbe. Het eiland was een veilige oversteekplaats en werd beschermd door het nabijgelegen kasteel. Uit opgravingen blijkt dat er reeds in 600 v.Chr. mensen begraven werden.
Op 24 april 1547 vond de Slag bij Mühlberg plaats waarbij Karel V een belangrijke overwinning boekte en de hertog van Saksen gevangen genomen werd. In het stadhuis in Veere bevindt zich een vergulde beker waarop dit staat afgebeeld.
In augustus 2002 werd Mühlberg geëvacueerd vanwege de hoogwaterstand in Centraal-Europa. Op 24 mei 2010, pinkstermaandag, werd de stad opnieuw door een natuurramp getroffen; eerst een zware hagelbui, daarna volgde een tornado. Ruim 300 huizen werden zwaar beschadigd en de kerktoren van het Mariensternklooster viel naar beneden.
In Mühlberg staan twee molens, een korenmolen uit 1834 en een korenmolen uit 1894.
Burgemeester is Hannelore Brendel. Zij werd in 2008 met 92,0 % van de stemmen voor een ambtstermijn van acht jaar gekozen en op 17 april 2016 met 56,9 % herkozen.

## Kampen

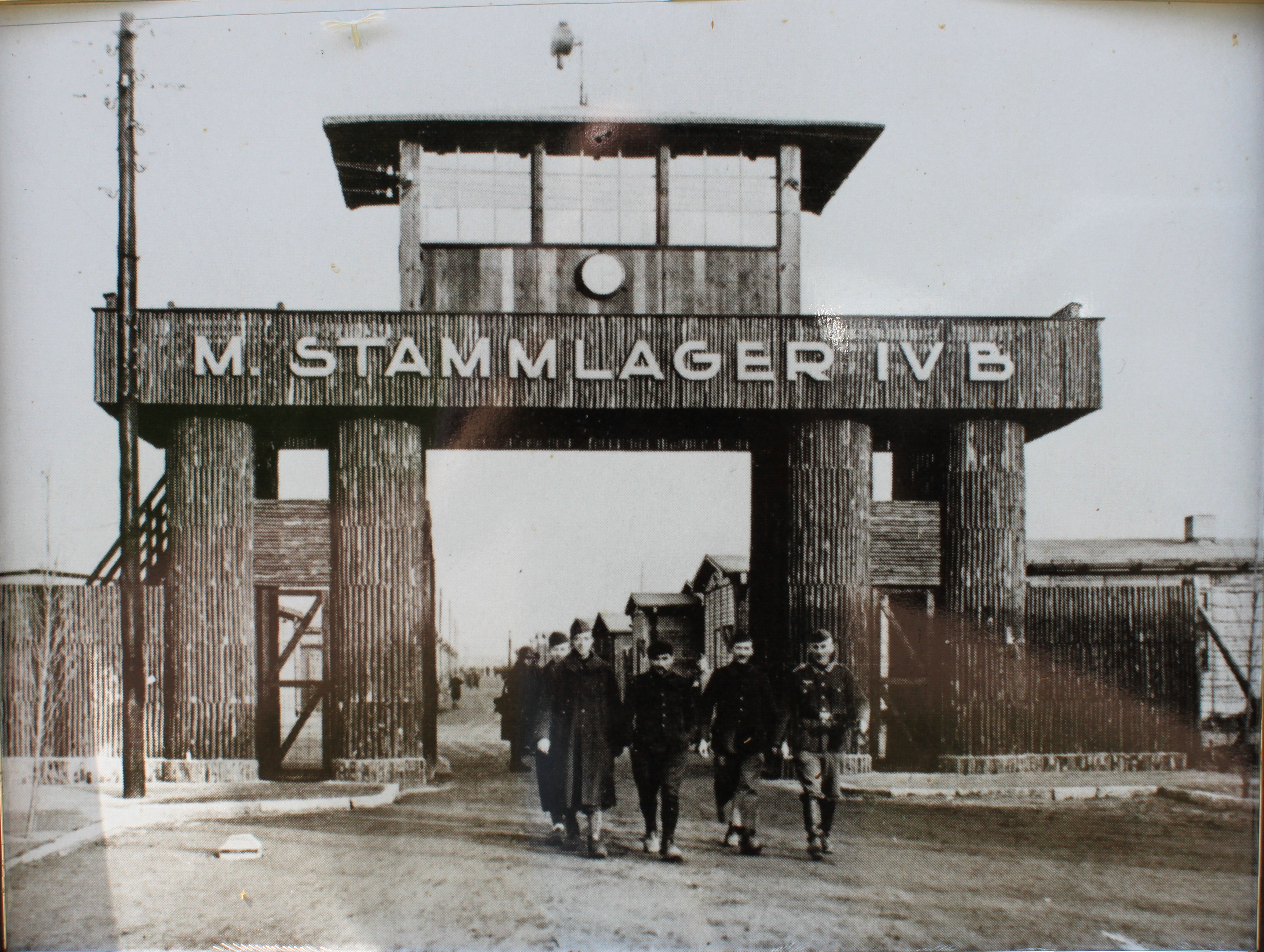
Ingang van Stalag IV-B

Vanaf september 1939 bevond zich hier een krijgsgevangenkamp, Stalag IV-B. Er zaten ongeveer 300.000 gevangenen van verschillende nationaliteiten gevangen, van wie ongeveer 3.000 in het kamp overleden (veelal Russen). Ze werden ondergebracht in barakken voor 800 mannen. Toen het Rode leger naderde, werden 200 mannen door de Duitsers naar Böhmisch Kamnitz in Sudetenland getransporteerd. Vijftig mannen hebben die tocht niet overleefd. Op 23 april 1945 werden de resterende gevangenen door het Rode leger bevrijd, inclusief 1200 Nederlanders.
Dirk Willem Bastiaan van Maarseveen (1905-1990) was officieel kampfotograaf en publiceerde later zijn foto's. Ook werden zij in het Rijksmuseum tentoongesteld in 1984-1985.
Van september 1945 tot november 1948 werd het kamp gebruikt door de Sovjet inlichtingendienst NKVD. Het werd 'Speziallager Nr. 1 Mühlberg' genoemd. Ongeveer 6.700 van hun gevangenen overleden aan honger, ziekte of uitputting en werden in massagraven buiten het kamp begraven. Een monument herinnert aan alle slachtoffers.

## Bevolking
Mühlberg heeft nooit meer dan 7.000 bewoners geteld, behalve toen het 'Speziallager Nr. 1 Mühlberg' er door de NKVD werd gebruikt.
| Jaar | Aantal |
| ---- | ------ |
| 1875 | 5.468  |
| 1890 | 5.854  |
| 1910 | 5.895  |
| 1925 | 6.244  |
| 1933 | 6.288  |
| 1939 | 6.700  |
| 1946 | 8.862  |
| 1950 | 8.660  |
| 1964 | 6.836  |
| 1971 | 6.973  |

| Jaar | Aantal |
| ---- | ------ |
| 1981 | 6.433  |
| 1985 | 6.349  |
| 1989 | 6.193  |
| 1990 | 6.076  |
| 1991 | 5.956  |
| 1992 | 5.916  |
| 1993 | 5.838  |
| 1994 | 5.736  |
| 1995 | 5.662  |
| 1996 | 5.586  |

| Jaar | Aantal |
| ---- | ------ |
| 1997 | 5.499  |
| 1998 | 5.435  |
| 1999 | 5.307  |
| 2000 | 5.185  |
| 2001 | 5.067  |
| 2002 | 4.957  |
| 2003 | 4.857  |
| 2004 | 4.768  |
| 2005 | 4.698  |
| 2006 | 4.581  |

| Jaar | Aantal |
| ---- | ------ |
| 2007 | 4.485  |
| 2008 | 4.437  |
| 2009 | 4.334  |
| 2010 | 4.244  |
| 2011 | 4.128  |
| 2012 | 4.051  |
| 2013 | 3.969  |
| 2014 | 3.892  |